# Ирригоскопия

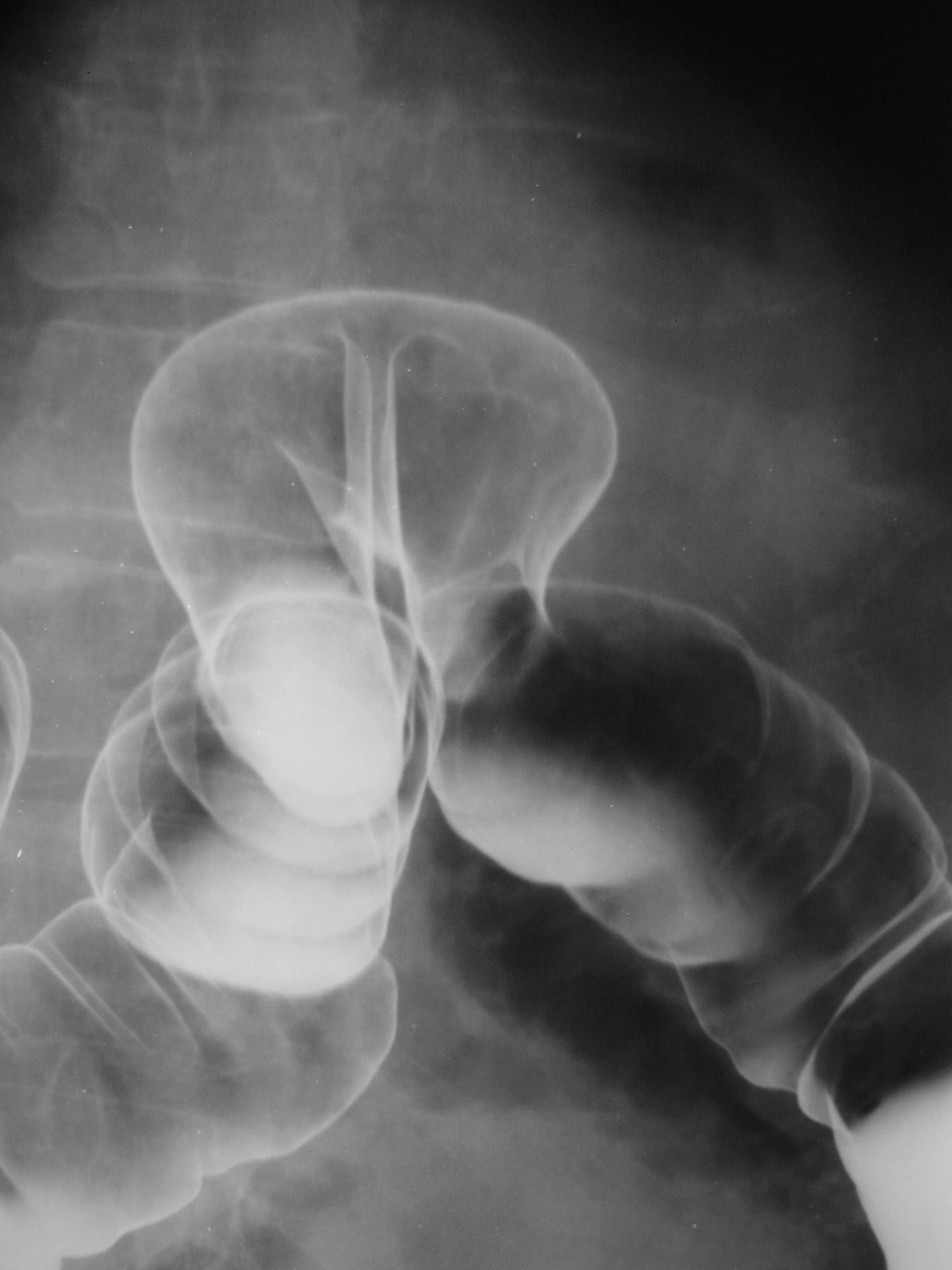
Внутренняя грыжа, визуализируемая при ирригоскопии

Ирригоскопи́я (лат. irrigare — орошать + др.-греч. σκοπέω — наблюдаю, исследую) — рентгенологическое исследование толстой кишки с ретроградным введением в неё рентгеноконтрастного препарата. В ходе исследования выполняются рентгеновские снимки (ирригограммы).

## Ход исследования

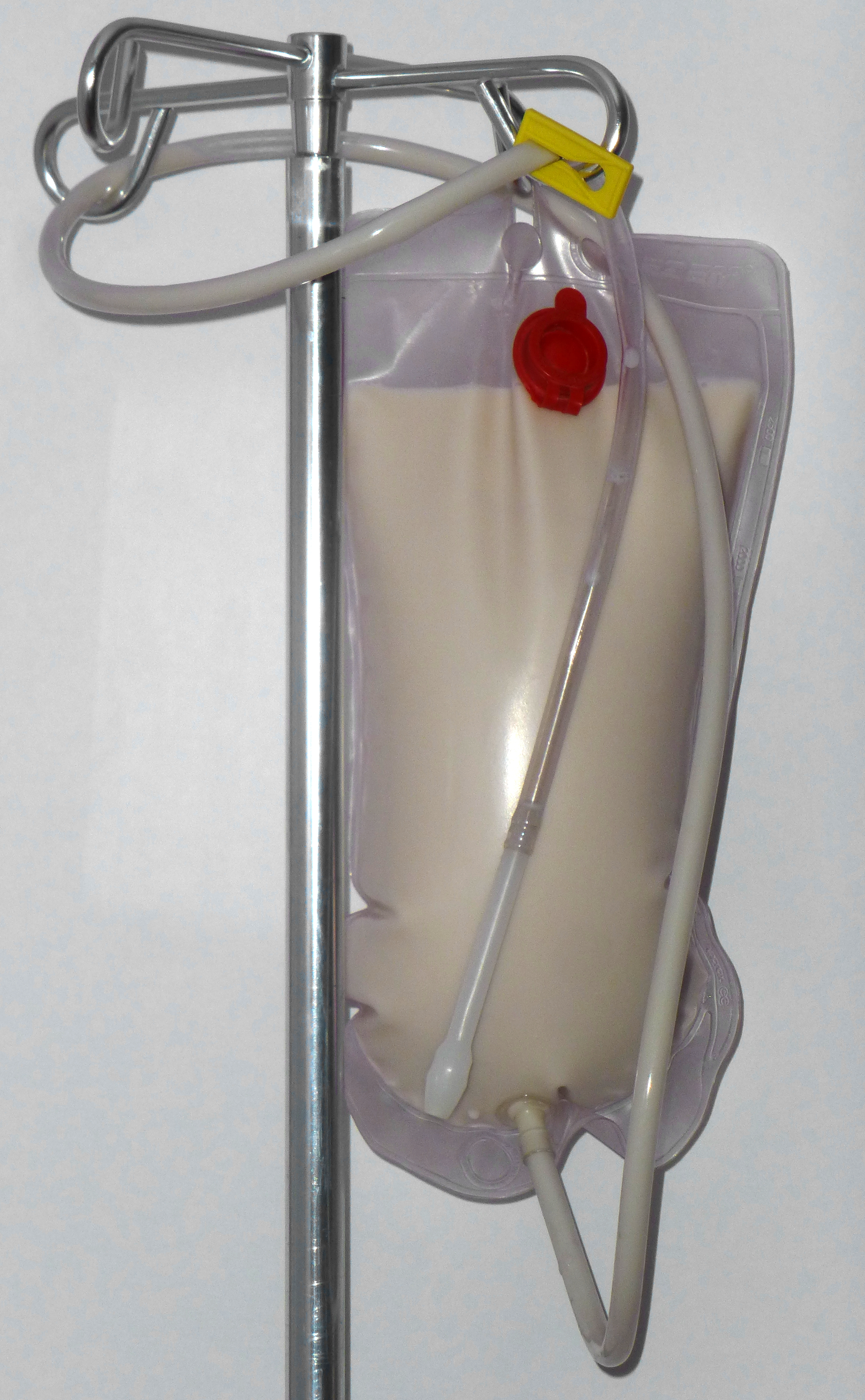
Клизма заполненная контрастным препаратом

В прямую кишку пациента вводится наконечник клизмы, заполненной контрастным препаратом (чаще всего бариевой взвесью), после чего под контролем рентгеноскопии начинается заполнение толстого кишечника. Производятся обзорные и прицельные снимки в различных положениях пациента. Далее, после опорожнения кишечника, изучается рельеф его слизистой. В дальнейшем возможно заполнение толстой кишки воздухом («двойное контрастирование») с помощью аппарата Боброва для более детальной визуализации.
При подозрении на перфорацию кишечника или при толстокишечной непроходимости вместо бариевой взвеси используется водорастворимый контрастный препарат. Процедура исследования аналогична описанной выше; при применении водорастворимых контрастных препаратов страдает качество полученных изображений.

### Отличия обычной ирригоскопии и ирригоскопии с двойным контрастированием
В ходе выполнения ирригоскопии с двойным контрастированием слизистая оболочка кишки покрывается толстым слоем бариевой взвеси, после чего в просвет дозировано нагнетается воздух, что позволяет детально изучить растянутую слизистую оболочку. Двойное контрастирование противопоказано при подозрении на кишечную инвагинацию, при обследовании пациентов с избыточной длиной ободочной кишки или ослабленных пациентов, при выраженном дивертикулёзе.
В ходе выполнения обычной ирригоскопии слизистая покрывается тонким слоем бариевой взвеси, после чего увеличивается жёсткость рентгеновского излучения, «пробивая» слой контрастного препарата.

## Подготовка к исследованию
Для получения рентгенологической картины рельефа слизистой толстого кишечника необходимо его полное очищение перед исследованием. За один-два дня перед ирригоскопией пациенту рекомендуется обильное питьё (до 2 л в сутки, при отсутствии противопоказаний). Из рациона исключаются овощи и фрукты, а также еда, способствующая газообразованию (чёрный хлеб, молоко и т. д.).
Накануне исследования пациенту назначаются слабительные средства (сульфат или цитрат магния либо касторовое масло), а также повторные клизмы с водой комнатной температуры. Вместо клизм возможно применение осмотических слабительных препаратов, растворённых в большом объёме жидкости (Фортранс).

## Показания к исследованию и риск осложнений
Ирригоскопия обычно применяется для оценки состояния толстой кишки. С помощью ирригоскопии можно диагностировать и оценить степень изменений при язвенном колите и болезни Крона, визуализировать опухоли толстой кишки, свищи, дивертикулы и пороки развития. Ирригоскопия — метод, позволяющий оценить расположение и размеры толстой кишки, а также её функциональные особенности.
По сравнению с колоноскопией, метод менее травматичен и реже приводит к развитию осложнений. Ирригоскопия позволяет визуализировать патологические изменения в «слепых» для колоноскопии участках (за складками слизистой, в области изгибов ободочной кишки, в извитой сигмовидной кишке). Однако для визуализации изменений практически на всём протяжении толстой кишки в большинстве случаев предпочтительна колоноскопия, которая позволяет не только выявить наличие патологического процесса, но и осуществить биопсию ткани для морфологического исследования, а также удалить некоторые образования.
При ирригоскопии доза излучения меньше, чем при компьютерной томографии брюшной полости; время и доза излучения ограничиваются рентгенологом. Более серьёзным риском является перфорация толстой кишки, которая встречается крайне редко.